# Dancehall pop
Genres dérivés
Dancehall reggae, pop, RnB contemporain, roots reggae, rap, reggaeton
La dancehall pop, aussi stylisé dancehall-pop,, est un sous-genre musical du genre dancehall jamaïcain, ayant émergé au début des années 2000. 

## Caractéristiques
Issue des sons du reggae, la dancehall pop se distingue par sa fusion avec la musique pop occidentale et la production musicale digitale. La dancehall pop se distingue également du dancehall, car la plupart des chansons utilisent moins les dialectes jamaïcains dans les paroles, ce qui lui permet d'être comprise et consommée dans le monde entier. Elle incorpore également les éléments clés de la musique pop, à savoir des mélodies, des accroches et le format couplet-refrain.